# Agoseris
Agoseris es un género de plantas con flores perteneciente a la familia  Asteraceae. Comprende 121 especies descritas y de estas, solo 11 aceptadas. Es originario de Sudamérica.

## Descripción
Ellos son nativas de América del Norte occidental. A veces se les llama dientes de león de montaña o  achicoria de cabra.  Al igual que los dientes de león son tallos jugosos con savia lechosa, las cabezas de flores están compuestas de muchas flores de color amarillo, y las semillas son sufragados en un mundo de aquenios cada uno de ellos con un blanco y sedoso vilano.

## Taxonomía
El género fue descrito por Constantine Samuel Rafinesque y publicado en Florula Ludoviciana, or, a flora of the state of Louisiana, 58. 1817.
Etimología
Agoseris: nombre genérico que deriva del griego para la achicoria de cabras.

## Especies
- Agoseris agrestis Osterh.
- Agoseris apargioides (Less.) Greene
- Agoseris attenuata Rydb.
- Agoseris cuspidata Steud.
- Agoseris elata Kuntze
- Agoseris glauca  (Pursh) Raf.
- Agoseris grandiflora  (Nutt.) Greene
- Agoseris heterophylla  (Nutt.) Jeps.
- Agoseris lackschewitzii Douglass M.Hend. & E.Moseley
- Agoseris naskapensis J.Rousseau & Raymond
- Agoseris parviflora D.Dietr.
- Agoseris pterocarpa Macloskie
- Agoseris subalpina G.N.Jones

### Híbridos
- Agoseris × agrestis (A. glauca × A. parviflora)
- Agoseris × dasycarpa (A. glauca × A. monticola)
- Agoseris × elata (A. aurantiaca × A. grandiflora)
- Agoseris × montana (A. aurantiaca × A. glauca)